# Grégoire Bouillier
Grégoire Bouillier (Tizi-Ouzou, 22 de junho de 1960)  é um escritor francês.

## Dados biográficos
Nascido na Argélia, vive e trabalha em Paris. Depois de exercer vários ofícios (foi pintor, radialista, técnico de som de uma companhia de dança, entre outros) tornou-se jornalista, escrevendo para uma agência de notícias e depois, publicando textos em revistas literárias francesas (L'Infini, NRV etc.). Em 2002, seu primeiro livro, Rapport sur moi, obteve o Prix de Flore. Segundo a crítica, o livro marca uma renovação do gênero relato autobiográfico, dentro da tendência contemporânea de espetacularização da intimidade e à encenação pública do eu.
Seu segundo livro L'invité mystère, publicado em 2004, refere-se ao seu romance com a artista plástica Sophie Calle. Na mesma época do lançamento do livro, esta produziu a obra Cuide-se, a partir de um e-mail  que lhe fora enviado por Bouiller, rompendo a relação.

### Obras publicadas
- Rapport sur moi, 2002 (Prix de Flore)
- L'invité mystère, 2004 (mettant en scène notamment Sophie Calle)
- Cap Canaveral, Allia, 2008

#### Em português
- O convidado surpresa. Trad.: Paulo Neves. Cosac Naify, 2009.